# Liste der Venuskrater/X
| Name      | Position          | ⌀       | Benannt nach                                             |
| --------- | ----------------- | ------- | -------------------------------------------------------- |
| Xantippe  | 10,9° S, 11,8° O  | 40,4 km | Xanthippe (5. Jahrhundert v. Chr.), Ehefrau des Sokrates |
| Xenia     | 30,3° S, 110,6° W | 13,5 km | griechischer Vorname                                     |
| Xiao Hong | 43,5° S, 101,7° O | 38,7 km | Xiao Hong (1911–1942), chinesische Schriftstellerin      |
| Ximena    | 68,2° S, 116,4° W | 12,8 km | portugiesischer Vorname                                  |
| Xi Wang   | 14° N, 152° W     | 7,7 km  | chinesischer Vorname                                     |